# Atletica leggera ai Giochi della XIV Olimpiade - 800 metri piani

Video della Finale (film ufficiale dei Giochi)

La competizione degli 800 metri piani maschili di atletica leggera ai Giochi della XIV Olimpiade si è disputata nei giorni 30 luglio e 2 agosto 1948 allo Stadio di Wembley a Londra.

## L'eccellenza mondiale
| Campione europeo 1946    | 1'51"0 | Rune Gustafsson | Assente  |
| Primatista stagionale    | 1'48"3 | Marcel Hansenne | Presente |
| Vincitore dei Trials USA | 1'50"6 | Mal Whitfield   | Presente |

1. ↑  Fino al 31 luglio.

## La gara
Il più veloce nelle qualificazioni è il francese Marcel Hansenne, che vince la prima semifinale in 1'50"5 davanti all'americano Whitfield. Nell'altra serie prevale lo svedese Bengtsson in 1'51"2 davanti al giamaicano Wint.

La finale si corre sotto una pioggia battente. Il gruppo arriva compatto fino all'ultima curva. Ai 100 metri l'americano Whitfield scatta e non viene più ripreso. Nonostante la pista bagnata, stabilisce il nuovo record olimpico.

## Risultati

### Turni eliminatori
| 6 Batterie   | 30 luglio | 41 iscritti   | Si qualificano i primi 4. |
| 3 Semifinali | 31 luglio | 8 + 8 + 8     | Si qualificano i primi 3. |
| Finale       | 2 agosto  | 9 concorrenti |                           |

### Batterie
| Pos. | Atleta          | Nazione       | Tempo  |
| ---- | --------------- | ------------- | ------ |
| 1    | Marcel Hansenne | Francia       | 1'54"6 |
| 2    | John Parlett    | Gran Bretagna | 1'55"0 |
| 3    | William Ramsay  | Australia     | 1'55"0 |
| 4    | Karl Volkmer    | Svizzera      | 1'55"3 |
| 5    | Adán Torres     | Argentina     | 1'56"7 |
| 6    | Lee Yun-Seok    | Corea del Sud | 2'01"4 |
| 7    | Rashid Khadr    | Egitto        |        |

| Pos. | Atleta              | Nazione       | Tempo  |
| ---- | ------------------- | ------------- | ------ |
| 1    | Herbert Barten      | Stati Uniti   | 1'55"6 |
| 2    | Douglas Harris      | Nuova Zelanda | 1'56"6 |
| 3    | Charles Tomas White | Gran Bretagna | 1'56"6 |
| 4    | Raymond Rosier      | Belgio        | 1'56"7 |
| 5    | Vasilios Mavroidis  | Grecia        | 1'57"4 |
| 6    | Antero Mongrut      | Perù          | 1'58"7 |
| 7    | Cahit Önel          | Turchia       |        |
| -    | Herluf Christensen  | Danimarca     | Rit.   |

| Pos. | Atleta               | Nazione     | Tempo  |
| ---- | -------------------- | ----------- | ------ |
| 1    | Niels Holst-Sørensen | Danimarca   | 1'54"2 |
| 2    | Bjørn Vade           | Norvegia    | 1'54"2 |
| 3    | Robert Chambers      | Stati Uniti | 1'54"3 |
| 4    | Joseph Brys          | Belgio      | 1'55"4 |
| 5    | Óskar Jónsson        | Islanda     | 1'55"4 |
| 6    | William Parnell      | Canada      | 1'55"7 |
| 7    | Juan Adarraga        | Spagna      | 1'55"7 |

| Pos. | Atleta                | Nazione           | Tempo  |
| ---- | --------------------- | ----------------- | ------ |
| 1    | Arthur Wint           | Giamaica          | 1'53"9 |
| 2    | Fredericus de Ruijter | Paesi Bassi       | 1'54"4 |
| 3    | Josef Barthel         | Lussemburgo       | 1'54"8 |
| 4    | Václav Winter         | Cecoslovacchia    | 1'55"1 |
| 5    | Ezra Henniger         | Canada            | 1'55"4 |
| 6    | Wilfred Tull          | Trinidad e Tobago | 1'55"7 |
| 7    | Seydi Dinçtürk        | Turchia           |        |

| Pos. | Atleta               | Nazione       | Tempo  |
| ---- | -------------------- | ------------- | ------ |
| 1    | Nils Olov Ljunggren  | Svezia        | 1'56"1 |
| 2    | Robert Chef d'Hôtel  | Francia       | 1'56"2 |
| 3    | Hans Streuli         | Svizzera      | 1'56"5 |
| 4    | Harold Tarraway      | Gran Bretagna | 1'56"6 |
| 5    | Guillermo Avalos     | Argentina     | 1'56"6 |
| 6    | Rıza Maksut İşman    | Turchia       | 2'01"1 |
| 7    | Georgios Karageorgos | Grecia        |        |

| Pos. | Atleta                | Nazione     | Tempo  |
| ---- | --------------------- | ----------- | ------ |
| 1    | Mal Whitfield         | Stati Uniti | 1'52"8 |
| 2    | Ingvar Bengtsson      | Svezia      | 1'52"9 |
| 3    | John William Hutchins | Canada      | 1'55"5 |
| 4    | Gaston Mayordome      | Francia     | 1'55"7 |
| 5    | Stylianos Stratakos   | Grecia      | 2'02"2 |

### Semifinali
| Pos. | Atleta                | Nazione       | Tempo  |
| ---- | --------------------- | ------------- | ------ |
| 1    | Marcel Hansenne       | Francia       | 1'50"5 |
| 2    | Mal Whitfield         | Stati Uniti   | 1'50"7 |
| 3    | John Parlett          | Gran Bretagna | 1'50"9 |
| 4    | John William Hutchins | Canada        | 1'52"6 |
| 5    | Joseph Brys           | Belgio        | 1'53"2 |
| 6    | Josef Barthel         | Lussemburgo   | 1'54"6 |
| 7    | Bjørn Vade            | Norvegia      |        |
| -    | Karl Volkmer          | Svizzera      | Rit.   |

| Pos. | Atleta           | Nazione        | Tempo  |
| ---- | ---------------- | -------------- | ------ |
| 1    | Ingvar Bengtsson | Svezia         | 1'51"2 |
| 2    | Arthur Wint      | Giamaica       | 1'52"7 |
| 3    | Robert Chambers  | Stati Uniti    | 1'52"9 |
| 4    | Gaston Mayordome | Francia        | 1'54"3 |
| 5    | William Ramsay   | Australia      | 1'54"9 |
| 6    | Václav Winter    | Cecoslovacchia | 1'57"7 |
| -    | Harold Tarraway  | Gran Bretagna  | Rit.   |
| -    | Douglas Harris   | Nuova Zelanda  | Rit.   |

| Pos. | Atleta                | Nazione       | Tempo  |
| ---- | --------------------- | ------------- | ------ |
| 1    | Herbert Barten        | Stati Uniti   | 1'51"7 |
| 2    | Robert Chef d'Hôtel   | Francia       | 1'52"0 |
| 3    | Niels Holst-Sørensen  | Danimarca     | 1'52"4 |
| 4    | Nils Olov Ljunggren   | Svezia        | 1'52"5 |
| 5    | Charles Tomas White   | Gran Bretagna | 1'53"0 |
| 6    | Fredericus de Ruijter | Paesi Bassi   | 1'54"6 |
| 7    | Raymond Rosier        | Belgio        |        |
| -    | Hans Streuli          | Svizzera      | Rit.   |

### Finale
| Pos.    | Atleta               | Età | Nazione       | Tempo  |
| ------- | -------------------- | --- | ------------- | ------ |
| Oro     | Mal Whitfield        | 23  | Stati Uniti   | 1'49"2 |
| Argento | Arthur Wint          | 28  | Giamaica      | 1'49"5 |
| Bronzo  | Marcel Hansenne      | 31  | Francia       | 1'49"8 |
| 4       | Herbert Barten       | 20  | Stati Uniti   | 1'50"1 |
| 5       | Ingvar Bengtsson     | 26  | Svezia        | 1'50"5 |
| 6       | Robert Chambers      | 21  | Stati Uniti   | 1'52"1 |
| 7       | Robert Chef d'Hôtel  | 26  | Francia       | 1'53"0 |
| 8       | John Parlett         | 23  | Gran Bretagna | 1'53"4 |
| 9       | Niels Holst-Sørensen | 25  | Danimarca     | 1'54"0 |